# ديفير بنديك
ديفير بنديك (بالعبرية: דביר בנדק‏) هو ممثل إسرائيلي، ولد في 29 ديسمبر 1969 بكريات يام في إسرائيل.

## أعمال

### أفلام
- (2009) مسألة حجم
- (2012) الهجوم

## وصلات خارجية
- ديفير بنديك على موقع IMDb (الإنجليزية)
- ديفير بنديك على موقع ألو سيني (الفرنسية)
- ديفير بنديك على موقع ميوزك برينز (الإنجليزية)
- ديفير بنديك على موقع أول موفي (الإنجليزية)
- ديفير بنديك على موقع قاعدة بيانات الفيلم (الإنجليزية)
- ديفير بنديك على موقع كينوبويسك (الروسية)